# Tourcoing Lille Métropole Volley-Ball
Tourcoing Lille Métropole Volley-Ball ist ein französischer Männer-Volleyballverein aus Tourcoing im Ballungsraum Lille. Er spielt derzeit in der Pro A, der höchsten französischen Liga.

## Geschichte
Tourcoing Lille Métropole Volley-Ball wurde 1912 gegründet und gehört seit Mitte der 1990er Jahre zu den Spitzenteams in Frankreich. Seitdem wurde man dreimal Vizemeister und erreichte sechsmal das französische Pokalfinale. International war der dritte Platz beim CEV-Pokal 2004/05 der größte Erfolg.

## Erfolge
- National
  - Französischer Vizemeister: 2001, 2002, 2009
  - Französischer Pokalfinalist: 1998, 1999, 2002, 2005, 2007, 2009

- International
  - CEV-Pokal:  Platz 4 2002/03, Platz 3 2004/05, Viertelfinale 2005/06, Achtelfinale 2006/07, Viertelfinale 2009/10
  - Challenge Cup: Achtelfinale 2008/09